# Свідчення античних авторів про терени України
Свідчення античних авторів про терени України — відомості про землі, які зараз складають територію України в давньогрецьких та римських авторів. В їхніх творах збереглися найдавніші письмові оповіді про людність та природу тогочасних українських земель. Найдокладніше вони характеризують фізичну географію і склад населення Північного Причорномор'я, набагато менше — політичне й економічне життя народів цього регіону.

## Фізична географія
Берегова лінія Чорного моря, гавані, грецькі колонії й варварські поселення описані в античних лоціях (периплах) псевдо-Скілака (IV століття до нашої ери), Арріана (II століття нашої ери), Аноніма (V століття нашої ери) і «Землеописах» Гекатея Мілетського (межа VI і V століть до нашої ери), псевдо-Скімна (II століття до нашої ери), Мели Помпонія (I століття нашої ери). 
Дія деяких трагедій і комедій афінських драматургів пов'язувалася з Північним Причорномор'ям, наприклад, «Скіфів» Софокла, «Іфігенії в Тавриді» Евріпіда, «Скіфів і таврів» Антифана. 

## Племена
Розселення племен на території України на межі старої й нової ер і безліч давніх топонімів відомі нині з «Географії» Страбона і «Природничої історії» Плінія Старшого (I століття нашої ери); «Географічний порадник» Птолемея та «Історія» Амміана Марцелліна висвітлюють етнографічну картину Північного Причорномор'я I—IV століть нашої ери Флору і фауну Північного Причорномор'я описали Феофраст в «Історії рослин» і Арістотель в «Історії тварин». 

### Скіфія
Найбільш докладно і достовірно про Скіфію, її межі, побут і звичаї місцевих племен довідуємося з «Історії» Геродота і трактату псевдо-Гіппократа «Про повітря, води й місцевості» (V століття до нашої ери).

## Боспорське царство
Основне джерело з політичної історії Боспорського царства V—IV століть до нашої ери — Діодор Сицилійський, який писав цей розділ своєї «Бібліотеки» за втраченими творами місцевих боспорських істориків. Економічне життя Боспора та його зв'язки з Афінами (Греція) в IV столітті до нашої ери відбились у промовах афінських ораторів Ісократа, Демосфена та Есхіна. Історія Боспора римської доби фрагментарно відома за творами Страбона і Тацита (І століття нашої ери). Перший приділив значну увагу відносинам Боспора та Херсонеса Таврійського. 

## Ольвія
Важливі, хоча й уривчасті, відомості з історії Ольвії збереглися у Геродота, Діона Хрисостома і Макробія.